# Elektroluminiscencija
Elektroluminiscencija je svijetljenje nekih dielektričnih tvari pod utjecajem električne struje (na primjer kada se nalaze u polju izmjenične struje). Pojavljuje se često kod tvari koje fluoresciraju ili fosforesciraju, ali i kod tvari koje ne pokazuju ni jednu od tih pojava. Iskorištava se za takozvane kondenzatorske svjetiljke, izvedene poput kondenzatora, koje – priključene na izmjeničnu struju – emitiraju difuznu svjetlost, a da za to nije potreban naročito visok napon. Na staklenoj ploči nalazi se vodljivi kovinski sloj koji služi kao jedna elektroda, ispod njega dielektrična ploča koja sadržava zrnca elektroluminiscentne tvari, a ispod toga kovinska ploča kao druga elektroda kondenzatora. Boja svjetlosti ovisi o frekvenciji izmjenične struje i o tvari. Primjenjuje se za izradbu brojčanika zidnih satova, za "svijetleće stropove", da predmeti postanu u mraku vidljivi (na primjer rasvjetne sklopke) i tako dalje. Elektroluminiscencija se primjenjuje i u pojačalima slike, na primjer u posebnim vrstama fluorescentnih zastora za rad s rendgenskim aparatima. Pod djelovanjem električnog polja slika se na zastoru pojača, pa se tako omogućuje rad sa znatno manjom jačinom (intenzitetom) rendgenskih zraka.

## Objašnjenje
Elektroluminescencija je luminescencija u bilo kojoj kemijskoj tvari, plinu, kapljevini ili krutini, koja je pobuđena elektronima. Obično se elektroni ubrzavaju u električnom polju, tako da dobiju dovoljno energije i mogu pobuditi luminescentne tvari. Pri tome električno polje može biti konstantno ili promjenjivo, a izvor elektrona može biti izvan ili unutar uzorka. Pojavu koja se pripisuje elektroluminescenciji prvi je opazio 1672. O. Guericke pri trenju sumporne lopte u mraku. Pri tome do emisije svjetlosti dolazi zbog električnog izboja u zraku, popraćenog i zvučnim učinkom. Mnogo kasnije, 1752., B. Franklin je utvrdio (identificirao) munju kao prirodnu luminescentnu pojavu. Munja i luminescencija u Guerickeovom pokusu uzrokovane su elektronima pri električnom izboju u plinu, pa su oba učinka elektroluminescencija. U vremenu od 1705. do 1711. Francis Hauksbee (1660. – 1713.) izveo je pokuse u kojima je električnim izbojem pobudio na svjetlucanje mnoge tvari, uključujući staklo, kamenicu (školjku), vunu i kremen koji su bili elektrizirani trenjem ili lomljenjem u djelomičnom vakuumu. John Canton (1718. – 1772.) je 1768. potvrdio da luminescentne tvari mogu biti lako pobuđene izlaganjem električnim iskrama. 
Kada su se mogli postići visoki električni naponi i time jaki električni izboji u razrijeđenim plinovima, porastao je zanos za primjenu elektroluminescencije za električnu rasvjetu. John Peter Gassiot (1797. – 1877.) je 1854. pokazao električnu svjetiljku u kojoj se primjenjuje visokonaponski izboj ugljikovog dioksida CO2 pri niskom tlaku i koja je davala približno bijelu svjetlost. Tu vrstu svjetiljke dalje su razvili Daniel McFarlan Moore (1869. – 1936.) i G. Claude, a također i N. Tesla, u razdoblju od 1890. do 1900. U primjeni su se fluorescentne svjetiljke pojavile tek 1930. U fluorescentnoj svjetiljci primjenjuje se kombinacija elektroluminescencije i fotoluminescencije. Elektroni pobuđuju živine atome koji emitiraju između ostalog i ultraljubičasto zračenje. Ovo zračenje zatim pobuđuje luminescentni premaz koji emitira vidljivu svjetlost.

### Katodoluminescencija
Katodoluminescencija je vrsta elektroluminescencije, a nastaje bombardiranjem luminescentne tvari elektronima.

### Ionoluminescencija
Ionoluminescencija je luminescencija pobuđena ionima. Nakon katodnih zraka primijećene su takozvane kanalne zrake (Eugen Goldstein, 1886.), za koje se pokazalo da su pozitivni ioni zaostalih čestica plina u cijevi pri katodnom vakuumu. Obje vrste zraka mogu pobuditi luminescenciju u nekim plinovima i krutinama. Ioni su se, međutim, pokazali manje prikladni za pobudu od elektrona.

## Luminiscencija
Luminiscencija (engl. luminescence: svijetljenje, svjetlucanje) je emisija elektromagnetskoga zračenja (pretežito svjetlosti, ali i ultraljubičastog i infracrvenoga zračenja) koje nije pobuđeno toplinskim (termičkim) procesom i povišenom temperaturom tvari, nego je posljedica primanja energije u nekom drugom obliku. Po tome se razlikuje više oblika luminiscencije: bioluminiscencija, elektroluminiscencija, radioluminiscencija (posljedica djelovanja ionizirajućega zračenja), triboluminiscencija (nastaje prilikom lomljenja nekih kristala), luminiscencija trenja, kemijska luminiscencija ili kemiluminiscencija (nastaje u vezi s kemijskim promjenama u nekim tvarima), kristaloluminiscencija (nastupa kod kristalizacije nekih tvari), termoluminiscencija (nastaje zagrijavanjem nekih tvari, ali samo ako su prije toga bile izložene nekomu zračenju, na primjer ionizirajućemu zračenju), fotoluminiscencija (posljedica obasjavanja određenih tvari svjetlošću svih valnih duljina). Tvar luminiscira kada se primanjem energije jednim od navedenih načina elektroni u atomu prvo pobude u više energetsko stanje, a zatim se emisijom dijela ili ukupne primljene energije u obliku zračenja vraćaju u osnovno stanje. Ako se luminiscencija pojavljuje za vrijeme trajanja pobude ili najviše 10–8 sekundi nakon toga, riječ je o fluorescenciji, a opaža li se luminiscencija i pošto pobuda prestane, govori se o fosforescenciji.